# کریگ بورتن
کریگ بورتن (انگلیسی: Craig Borten؛ زادهٔ ۱۹۶۵) یک فیلم‌نامه‌نویس اهل ایالات متحده آمریکا است.